# Bernhard von der Schulenburg (Politiker)
Bernhard Graf von der Schulenburg (* 11. Mai 1852 in Berlin; † 27. März 1936 in Grünthal bei Biesenthal) war ein deutscher Kavallerieoffizier, Landwirt und Politiker.

## Familie
Der aus einer bekannten brandenburgisch-preußischen Adelsfamilie stammende Bernhard Graf von der Schulenburg war der Sohn von Bernhard Gustav Alexander Graf von der Schulenburg (1815–1860) und dessen Ehefrau Metta Sophia Auguste Freiin von Eckhardstein (1827–1885). 1878 heiratete er Sophie Pauline Hedwig Freiin von Eckhardstein (1861–1934). Das Paar hatte folgende Kinder:
- Hedwig Metta Sophie (1880–1974)
- Sophie Hedwig Metta (* 1881)
- Bernhard August Gustav (1882–1940)
- August Gustav Bernhard (* 1886)

## Leben
Er studierte nach dem Besuch der Ritterakademie Liegnitz an den Universitäten Heidelberg und Berlin 4 Semester Rechtswissenschaften. 1873 schloss er sich dem Corps Saxo-Borussia Heidelberg an. Anschließend diente er 20 Jahre als aktiver Offizier im 2. Garde-Dragoner-Regiment, wo er 1893 als Rittmeister und Eskadronchef seinen Abschied nahm.
1894 erwarb von der Schulenburg das Gut Grünthal in der Mark Brandenburg, auf dem er bis zu seinem Tode lebte. 1900 trat er die Nachfolge im Fideikommiss Altendorf in der preußischen Provinz Hannover und 1908 im Fideikommiss Trampe im Kreis Oberbarnim an. 1899 beteiligte er sich an der Gründung der Spiritus-Zentrale. Noch im hohen Alter, mit über 75 Jahren, war er stellvertretender Vorsitzender des Verwertungsverbandes deutscher Spiritusfabrikanten und Vorsitzender verschiedener Abteilung desselben. Gegen Ende des 19. Jahrhunderts gehörte von der Schulenburg zu den Initiatoren des Zusammenschlusses der nach Berlin liefernden Milchproduzenten. Auch hier war er noch bis ins hohe Alter von über 75 Jahren Vorsitzender des Aufsichtsrates der Interessengemeinschaft märkischer Milchproduzenten. Ebenso war er noch 1930 Vorsitzender des Aufsichtsrates der Brandenburgischen Frühgemüse-Zucht- und Verwertungsgesellschaft und stellvertretender Vorsitzender der Viehzentrale. Über 30 Jahre gehörte er dem Börsenvorstand von Berlin an. Weiterhin war er Mitglied des Zentralausschusses der Reichsbank.
Bernhard von der Schulenburg war Präsident der Landwirtschaftskammer für die Provinz Brandenburg, der er von 1915 bis 1921 angehörte. In dieser Zeit war er auch Mitglied des Landesökonomiekollegiums und des deutschen Landwirtschaftsrates.
Seit 1904 gehörte von der Schulenburg als Mitglied und Vorstand der konservativen Fraktion dem Preußischen Herrenhaus an. Bis 1915 war er Provinzialvorsitzender des Bundes der Landwirte. In seinem Heimatkreis war er Kreisdeputierter, Kreisausschussmitglied und Kreistagsmitglied. Als Verkehrspolitiker gehörte er dem Verwaltungsrat der Deutschen Reichspost und dem Reichseisenbahnrat an. Er war Vorsitzender des Verkehrsausschusses des Deutschen Landwirtschaftsrates und stellvertretender Vorsitzender des Ausschusses der Verkehrsinteressenten bei der ständigen Tarifkommission der deutschen Eisenbahnverwaltungen.
Im Ersten Weltkrieg war Bernhard von der Schulenburg Mitglied des Kriegsernährungsamtes, der Kriegsgetreidestelle, des Reichsfleischamtes, der Reichsfettstelle und Vorsitzender der Futtermittelverteilungsstelle.
Ein Grabstein für Schulenburg befindet sich auf dem Hügel der Burgruine Breydin bei Trampe.

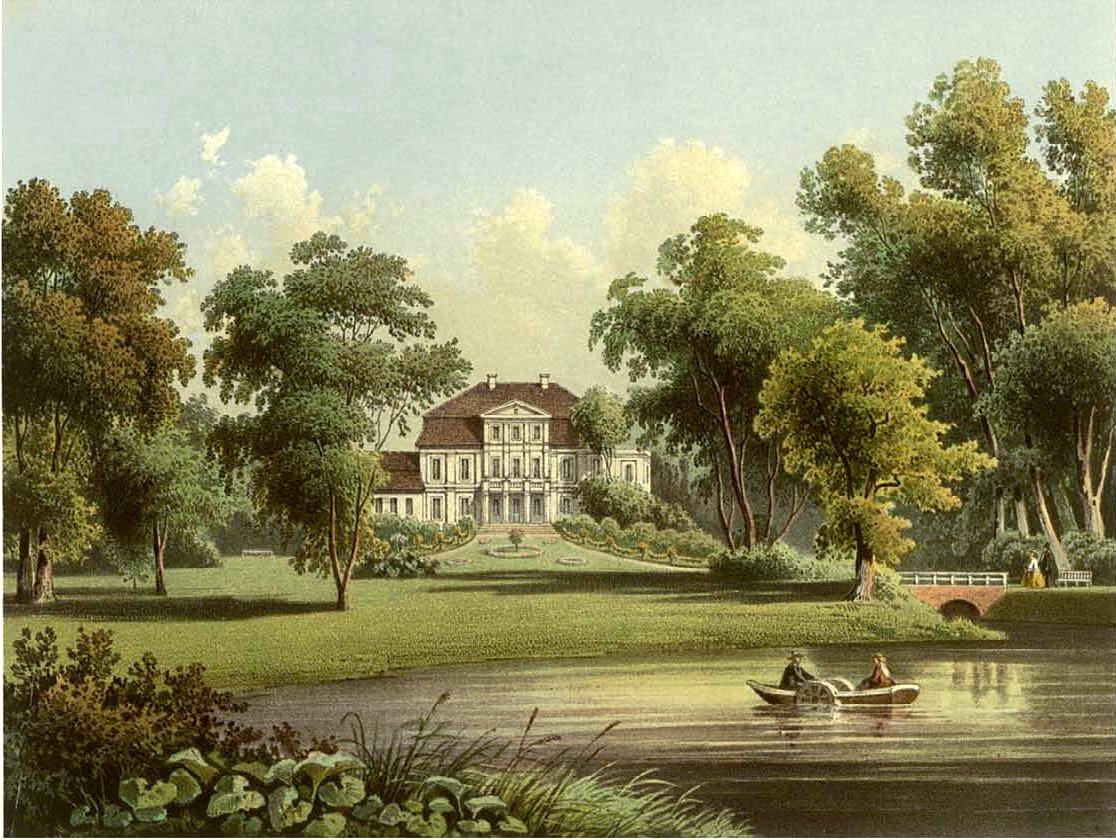
Schloss Trampe, Barnim (Brandenburg)